# Frank Strozier
Frank Strozier (* 13. června 1937, Memphis) je americký jazzový saxofonista. Nejprve hrál na klavír, ale později přešel k saxofonu. Svou kariéru zahájil v polovině padesátých let. Počátkem šedesátých let byl členem souboru MJT + 3. Roku 1963 byl krátce členem kvintetu trumpetisty Milese Davise. Během své kariéry vydal několik alb jako leader a spolupracoval s mnoha dalšími hudebníky, mezi které patří například George Coleman, Harold Mabern, Roy Haynes, Woody Shaw nebo Chet Baker.